# 磁浮、鐵道館
磁浮·鐵道館，全稱磁浮列車與鐵道館～夢想與回憶之博物館（日语：リニア・鉄道館〜夢と想い出のミュージアム〜），是由東海旅客鐵道（JR東海）所設立的鐵路博物館，位於日本愛知縣名古屋市港區的金城埠頭，於2011年3月14日開館。

## 沿革
JR東海總公司所在地名古屋市，在2007年開始一項文化交流的計劃，計劃中選定名古屋港的金城埠頭一帶60公頃的土地做為本計劃的據點。名古屋市邀請JR東海參與此計劃，於是2008年時JR東海宣佈將在此地設立博物館。由於測試研究中的JR磁浮是由JR東海及JR總研所主導，因此該公司決定將磁浮列車列為此博物館的展示重點，以宣傳該公司的先進鐵道技術。
- 2009年8月，本館正式開工。JR東海於同年11月關閉在靜岡縣濱松市設立的佐久間鐵道公園，將該公園所展示的文物遷至此館。

- 2010年9月16日，JR東海公開本館的標誌以及預定開幕日期[4]。

- 2011年3月1日，本館完工，進行剪綵儀式。3月14日起對外開放[5]。

- 2012年1月29日，入館人次達到100萬人次。

- 2013年7月22日，入館人次達到200萬人次。

- 2015年5月2日，入館人次達到300萬人次。

## 展示內容

### 展示車輛
本館所展示的車輛以JR東海及國鐵東海道地區所使用的為主，全部為靜態展示。
目前有室內展示車兩25輛，室外展示車輛4輛，一部份車輛開放車內展示。
展示狀態為「通常」是常設展展出；「收藏」為特展展出。
| 形式                          | 製造年 | 車號     | 原保存地             | 展示形態 | 備註                                                               | 圖片 |
| ----------------------------- | ------ | -------- | -------------------- | -------- | ------------------------------------------------------------------ | ---- |
| MLX01形磁浮列車               | 1995年 | MLX01-1  | JR總研               | 主題展   | 曾在2005年日本國際博覽會展示，展期後置於名古屋港做為鏽蝕測試之用。 |      |
| 新幹線0系電車                 | 1971年 | 21-86    | 濱松工場             | 通常     |                                                                    |      |
| 新幹線0系電車                 | 1986年 | 16-2034  | 濱松工場             | 收藏     | 綠色車廂                                                           |      |
| 新幹線0系電車                 | 1975年 | 36-84    | 濱松工場             | 通常     | 餐車                                                               |      |
| 新幹線0系電車                 | 1983年 | 37-2523  | 濱松工場             | 收藏     | Buffet車                                                           |      |
| 922型新幹線電氣軌道綜合測試車 | 1979年 | 922-26   | 博多綜合車輛所       | 通常     | 又稱「Dr. Yellow」，車內播放本車上路測試時的記錄片                 |      |
| 100系新幹線電車               | 1986年 | 123-1    | 濱松工場             | 通常     | X2編成1号車                                                        |      |
| 100系新幹線電車               | 1985年 | 168-9001 | 濱松工場             | 通常     | X1編成8号車（食堂車），日本最早的雙層新幹線車廂                    |      |
| 300系新幹線電車               | 1990年 | 322-9001 | 濱松工場             | 通常     | J1編成16号車（原型車）                                             |      |
| 955型新幹線試驗電車           | 1995年 | 955-6    | 濱松工場             | 主題展   |                                                                    |      |
| 700系新幹線電車               | 1997年 | 723-9001 | 濱松工場             | 平時     | C1編成1號車、2014年1月2日開始展示（量産前的實驗車）                |      |
| 日本國鐵K90型蒸氣機車         | 1918年 | 90       | JR東海名古屋研修中心 | 屋外     |                                                                    |      |
| 日本國鐵C57型蒸氣機車         | 1940年 | C57 139  | 名古屋名古屋研修中心 | 通常     |                                                                    |      |
| 日本國鐵C62型蒸氣機車         | 1949年 | C62 17   | 名古屋市東山綜合公園 | 主題展   |                                                                    |      |
| 日本國鐵ED11型電力機車        | 1923年 | ED11 2   | 佐久間鐵道公園       | 通常     |                                                                    |      |
| 日本國鐵ED18型電力機車        | 1924年 | ED18 2   | 濱松工場             | 通常     |                                                                    |      |
| 日本國鐵EF58型電力機車        | 1958年 | EF58 157 | 濱松工場             | 通常     | 國鐵時期的咖啡色塗裝                                               |      |
| 日本國鐵10型電聯車            | 1922年 | 1035     | 伊那松島運輸區       | 通常     |                                                                    |      |
| 日本國鐵12型電聯車            | 1927年 | 12041    | 伊那松島運輸區       | 通常     |                                                                    |      |
| 日本國鐵52系電聯車            | 1937年 | 52004    | 佐久間鐵道公園       | 通常     | 復原為製造時樣子                                                   |      |
| 日本國鐵63系電聯車            | 1947年 | 63638    | 濱松工場             | 收蔵     |                                                                    |      |
| 日本國鐵111系電聯車           | 1962年 | 111-1    | 佐久間鐵道公園       | 通常     |                                                                    |      |
| 日本國鐵165系電聯車           | 1963年 | 165-108  | 美濃太田車輛區       | 收藏     |                                                                    |      |
| 日本國鐵165系電聯車           | 1967年 | 165-106  | 濱松工場             | 收藏     |                                                                    |      |
| 日本國鐵381系電聯車           | 1973年 | 381-1    | 美濃太田車輛區       | 通常     | 日本最早的擺式列車，用於中央本線                                   |      |
| 日本國鐵6400型蒸氣動車        | 1912年 | 6014     | 博物館明治村         | 通常     | 日本唯一現存的蒸氣動車）                                           |      |
| 日本國鐵10系柴油客車          | 1956年 | 48036    | 佐久間鐵道公園       | 收藏     |                                                                    |      |
| 日本國鐵80系柴油客車          | 1965年 | 82 73    | 美濃太田車輛區       | 收藏     |                                                                    |      |
| 日本國鐵181系柴油客車         | 1968年 | 181-1    | 佐久間鐵道公園       | 通常     | 由JR四國所轉讓                                                     |      |
| 日本國鐵31系客車              | 1929年 | 30 95    | 佐久間鐵道公園       | 收藏     | 行李車                                                             |      |
| 日本國鐵31形客車              | 1937年 | 31 12    | 佐久間鐵道公園       | 收藏     | 建築界限測量車（俗稱花魁車）                                       |      |
| 日本國鐵35系客車              | 1941年 | 35 206   | 佐久間鐵道公園       | 收藏     |                                                                    |      |
| 日本國鐵40形客車              | 1948年 | 40 7     | 佐久間鐵道公園       | 收藏     | 1等臥鋪車                                                          |      |
| 日本國鐵43系客車              | 1954年 | 43 321   | 美濃太田車輛區       | 通常     | 3等客車                                                            |      |
| 日本國鐵10系客車              | 1960年 | 10 27    | 佐久間鐵道公園       | 通常     | 1等臥鋪車                                                          |      |
| 117系電車                     | 1982年 | 117-30   | 大垣車輛區           | 收藏     | 以國鐵色塗裝取代                                                   |      |
| 日本國鐵巴士第1号車           | 1930年 | -        | 鐵道博物館           | 主題展   | 日本現存最古老的巴士                                               |      |
| N700系                        | 2005年 | 783-9001 | -                    | 屋外     | N700系試作車                                                       |      |
| N700系                        | 2005年 | 786-9201 | -                    | 屋外     | N700系試作車                                                       |      |
| N700系                        | 2005年 | 775-9001 | -                    | 屋外     | N700系試作車                                                       |      |

#### 曾經展示車輛
| 形式            | 製造年 | 車號        | 原保存地       | 展示形態 | 備註                 | 圖片 |  |
| --------------- | ------ | ----------- | -------------- | -------- | -------------------- | ---- |  |
| 300系新幹線電車 | 1993年 | 323-20      | 濱松工場       | 通常     | J21編成1号車         |      |  |
| 381系電車       | 1988年 | クロ381-11  | 美濃太田車輛區 | 收藏     | 原位置改為展示117系  |      |  |
| 117系電車       | 1982年 | モハ117-59  | 大垣車輛區     | 屋外     | 原位置改為展示N700系 |      |  |
| 117系電車       | 1986年 | クハ116-209 | 大垣車輛區     | 屋外     | 原位置改為展示N700系 |      |  |

### 模擬器
為控制使用人數及公平性，以下模擬器均以抽籤方式決定體驗者。參觀者可在入場後將門票後的彩票投入票箱參加抽籤。
- 新幹線模擬器

以N700駕駛室實體模型，讓參觀者體驗在東海道新幹線東京至名古屋路段的運轉。
- 在來線模擬器

以日本國鐵211系電車及JR東海313系電車駕駛室實體模型，讓參觀者體驗在來線虛構路線的運轉。
- 車掌模擬器

以JR東海313系電車實體模型，讓參觀者體驗車掌開關車門以及車內廣播。

### 其他展覽項目
- 日本最大面積的HO規動態火車模型展覽。
- 在室外有三輛報廢的東海道117系電車提供參觀者作為餐車自由使用。(已撤展)
- 在館內的餐廳，有販售JR東海所販售的鐵路便當。

## 交通工具

### 公共交通工具
名古屋臨海高速鐵路西名古屋港線從金城碼頭徒步約2分鐘
水上巴士“トリトン線”從金城碼頭徒步（只在週末和節假日運行）
從三重交通·傑伊亞爾東海巴士金城浮頭站站徒步（只在週末和節假日運行）。中部國際機場直通

### 汽車
伊勢灣沿岸自動車道名港中央高速公路出入口約5分鐘
因為磁浮鐵道館沒有停車場，所以要使用名古屋市營金城碼頭等附近的停車場。

## 外部連結
- 磁浮·鐵道館 （页面存档备份，存于）